# Shabab al-Ahli Dubai Club
al-Ahli Club (arabisch الأهلي الإماراتي) ist ein Fußballverein aus Dubai, Vereinigte Arabische Emirate. Der 1970 gegründete Verein spielt in der höchsten Liga des Landes, der UAE Arabian Gulf League.
al-Ahli gewann 1975 erstmals die nationale Meisterschaft und wiederholte diesen Erfolg im folgenden Jahr. Nach einem dritten Meistertitel 1980 dauerte es 26 Jahre, bis in der Saison 2005/06 der vierte Triumph in der Liga erzielt werden konnte. Hierbei bezwang man unter dem deutschen Trainer Winfried Schäfer im Playoff-Endspiel den Konkurrenten al-Wahda aus Abu Dhabi mit 4:1.
Neben den Erfolgen in der nationalen Meisterschaft konnte al-Ahli insgesamt 7 Erfolge im nationalen Pokal-Wettbewerb erzielen, darunter im Jahr 1975 das Double.
Zuletzt machte der al-Ahli Club mit der Verpflichtung des italienischen Verteidigers Fabio Cannavaro auf sich aufmerksam. In Deutschland ist der Klub auch durch die Verpflichtung des Stürmers Aristide Bancé, der in Deutschland für den 1. FSV Mainz 05 und Kickers Offenbach spielte, sowie die Verpflichtung von Grafite, der beim VfL Wolfsburg spielte, bekannt.
2017 erfolgte eine Fusion von Al Shabab Al Arabi Sports Club, Dubai Cultural Sports Club und Al Ahli Sports Club zu Shabab Al Ahli Dubai Club.

## Erfolge

### National
- UAE Arabian Gulf League

Meister 1974/75, 1975/76, 1979/80, 2005/06, 2008/09, 2013/14, 2015/16, 2022/23, 2024/25
- UAE President’s Cup

Pokalsieger 1975, 1977, 1988, 1996, 2002, 2004, 2008, 2013, 2021, 2025
- UAE Arabian Gulf Cup

Ligapokalsieger 2011/12, 2013/14, 2016/17, 2018/19, 2020/21
Finalist: 2024/25
- UAE Arabian Gulf Super Cup

Superpokalsieger 2009, 2013, 2014, 2016, 2023, 2024

### Regional
- GCC Champions League

Sieger 2011

### Kontinental
- AFC Champions League

Finalist 2015

### Sonstige
- COSAFA Beach Soccer Championship

3. Platz 2015

## Kader der Saison 2024/25
Stand: 16. August 2024
| Nr. |                              | Position | Name                  |
| --- | ---------------------------- | -------- | --------------------- |
| 2   | Vereinigte Arabische Emirate | AB       | Salmin Khamis         |
| 4   | Vereinigte Arabische Emirate | AB       | Mohammed Marzooq      |
| 5   | Vereinigte Arabische Emirate | AB       | Walid Abbas           |
| 7   | Vereinigte Arabische Emirate | ST       | Harib Suhail          |
| 8   | Argentinien                  | MF       | Gastón Álvarez Suarez |
| 9   | Israel                       | ST       | Munas Dabbur          |
| 10  | Argentinien                  | ST       | Fede Cartabia         |
| 11  | Vereinigte Arabische Emirate | ST       | Yahya Al-Ghassani     |
| 12  | Vereinigte Arabische Emirate | TW       | Hassan Hamza          |
| 13  | Brasilien                    | AB       | Renan                 |
| 15  | Vereinigte Arabische Emirate | MF       | Abdalla Al-Naqbi      |
| 16  | Brasilien                    | AB       | Rikelme               |
| 17  | Serbien                      | AB       | Bogdan Planić         |
| 18  | Vereinigte Arabische Emirate | MF       | Hamdan Humaid         |
| 19  | Brasilien                    | ST       | Mateusão              |
| 20  | Iran                         | ST       | Sardar Azmoun         |
| 22  | Vereinigte Arabische Emirate | TW       | Hamad Al-Meqebaali    |
| 26  | Vereinigte Arabische Emirate | MF       | Eid Khamis Al-Nuaimi  |
| 30  | Guinea-a                     | MF       | Oumar Keita           |
| 31  | Brasilien                    | ST       | Kauan Santos          |

| Nr. |                              | Position | Name                 |
| --- | ---------------------------- | -------- | -------------------- |
| 37  | Vereinigte Arabische Emirate | AB       | Ahmed Abdulla Jamil  |
| 40  | Serbien                      | MF       | Luka Milivojević     |
| 50  | Vereinigte Arabische Emirate | AB       | Saeed Suleiman Salem |
| 55  | Vereinigte Arabische Emirate | TW       | Majed Naser          |
| 57  | Vereinigte Arabische Emirate | ST       | Yuri César           |
| 61  | Vereinigte Arabische Emirate | AB       | Bader Abaelaziz      |
| 66  | Iran                         | MF       | Saeid Ezatolahi      |
| 67  | Marokko                      | MF       | Yassine Boualam      |
| 77  | Vereinigte Arabische Emirate | ST       | Guilherme Bala       |
| 80  | Brasilien                    | MF       | Breno Lemos          |
| 98  | Mali                         | ST       | Cheickna Doumbia     |
|     | Vereinigte Arabische Emirate | AB       | Hamdan Al-Kamali     |
|     | Brasilien                    | AB       | Iago Santos          |
|     | Vereinigte Arabische Emirate | TW       | Jamal Al-Hosani      |
|     | Vereinigte Arabische Emirate | AB       | Sultan Alzaabi       |
|     | Vereinigte Arabische Emirate | MF       | Khalid Salem         |
|     | Brasilien                    | MF       | Gustavo              |
|     | Vereinigte Arabische Emirate | AB       | Marwan Fahad         |
|     | Brasilien                    | AB       | Kayque Campos        |

## Bekannte Spieler
- Ali Karimi (2001–2005)
- Javad Kazemian (2002–2003)
- César (2007–2009)
- Fabio Cannavaro (2010–2011)
- Pinga (2010–2011)
- Aristide Bancé (2010–2012)
- Jajá Coelho (2011–2012)
- Youssef Mohamad (2011–2013)
- Grafite (2011–2015)
- Ricardo Quaresma (2013)

## Trainer
- Nándor Hidegkuti (1973–1980, 1983–1985)
- Egon Coordes (1993–1994)
- Ilie Balaci (2004–2005)
- Winfried Schäfer (2005–2007)
- Ivan Hašek (2007–2009, 2011, 2012)
- Ioan Andone (2009)
- Henk ten Cate (2009)
- David O’Leary (2010–2011)
- Quique Sánchez Flores (2011–2013)
- Cosmin Olăroiu (2013–2017)

## Andere Abteilungen
Al-Ahli Dubai hat aktive Abteilungen im Handball, Basketball, Volleyball, Tischtennis und anderen Sportarten.